# Samuel Carlisi
Samuel A. Carlisi aka „Black Sam“, „Sam Wings“ (* 15. Dezember 1914 in Chicago; † 2. Januar 1997 ebenda), war ein US-amerikanischer Mobster und ehemaliger Boss des Chicago Outfit.

## Leben
Samuel A. Carlisi begann als Fahrer von Joseph Aiuppa, als dieser Boss über die „street crew“ (am.: Straßenmannschaft) Outfit in Cicero (Illinois) war.
Seinen Spitznamen Wings erhielt er, weil er als Kurier der Familie in den 1970er Jahren in den ganzen USA unterwegs war. Als Joseph Ferriola Boss des Outfit wurde, stieg Carlisi zum „underboss“ auf. Vermutlich war er in die Ermordung von Michael und Tony Spilotro verwickelt.
1986 wurde er zusammen mit seinen Bossen wegen der Abschöpfung (am.: skimming) der Kasinos in Las Vegas verurteilt. Als Ferriola starb, wurde er das Oberhaupt des Outfit.
Am 15. Dezember 1992 stand er zusammen mit seinem Fahrer und Stellvertreter James Marcello – und fünf weiteren Mitgliedern (u. a. Anthony Zizzo, Anthony Chiaramonti, Gill Valerio) aus dessen „street crew“ in den westlichen Vorstädten von Chicago – vor Gericht. Am 16. Dezember 1993 wurden alle Angeklagten gemäß der Anklage verurteilt.
1996 wurde ein Strafmaß von 13 Jahren Haft festgelegt. Als bei ihm Krebs diagnostiziert wurde, gab er die Kontrolle über die Tagesgeschäfte des Outfit auf.
Zwischenzeitlich wurde er 1993 zusammen mit seinem Nachfolger John DiFronzo, welchem in San Diego zahlreiche Verbrechen vorgeworfen wurden, vor Gericht gestellt. Beide sollen versucht haben, die Kontrolle über das Glücksspiel in der Ricon Reservation zu erlangen. Die Anklage wurde niedergeschlagen und DiFronzo 1994 freigelassen.
Am 2. Januar 1997 erlag Carlisi während der Verbüßung seiner Haft einem Herzanfall.

## Nachlass
Samuel A. Carlisi ist der Onkel von Dominic und Nicholas DiMaggi.